# 李敏祐
李 敏祐（イ・ミヌ、朝鮮語: 이민우/李敏祐、1905年10月2日 - 1982年10月10日）は、日本統治時代の朝鮮および大韓民国の実業家、政治家。第4・7代韓国国会議員を歴任した。
本貫は徳水李氏で、李舜臣の直系の子孫である。キリスト教徒。

## 経歴
忠南牙山市陰峰面または漢城府（現・ソウル特別市）出身。普成高等普通学校（現・普成高等学校）卒、日本大学経済学部中退。ソウル製氷株式会社社長、ソウル商工会議所代議員、ソウル市産業分科委員、ソウル市選挙委員、興産証券株式会社社長、ソウル水産市場株式会社専務取締役、大韓商工会議所委員・特別委員、ソウル地方法院人事調整委員、興国建業株式会社代表理事社長、韓国冷凍協会副会長を歴任した。1957年に政界入りした後は現職議員の洪淳徹の代わりに自由党中央委員を務め、1958年の第4代総選挙で初当選した。1963年の第6代総選挙では5・16軍事クーデター勢力の民政参加に反対する国民の党から立候補したが、落選した。1967年の第7代総選挙では民主共和党から立候補し、再選した。1971年の第8代総選挙の前には金世培に敗れて、公認から脱落した。
1982年10月10日、京畿道城南市の自宅にて老衰により死去。享年77。

## エピソード
第4代総選挙の後、同じく牙山郡選挙区から出馬したが落選した成耆善と選挙資金の問題で法廷で争った。
国会議員に当選したいずれの代においても、同じハングル表記の李敏雨とは違う陣営に属していた（第4代国会で李敏祐は自由党、李敏雨は民主党。第7代国会で李敏祐は民主共和党、李敏雨は新民党）。